# Bulkowo (village)
Pour les articles homonymes, voir Bulkowo.
Bulkowo (prononciation : [bulˈkɔvɔ]) est un village polonais de la gmina de Bulkowo dans le powiat de Płock de la voïvodie de Mazovie dans le centre-est de la Pologne.
Le village est le siège administratif (chef-lieu) de la gmina appelée gmina de Bulkowo.
Il se situe à environ 29 kilomètres à l'est de Płock (siège du powiat) et à 72 kilomètres au nord-ouest de Varsovie (capitale de la Pologne).

## Histoire
De 1975 à 1998, le village appartenait administrativement à la voïvodie de Płock.